# Sally Pearson
Sally Pearson (născută McLellan; n. 19 septembrie 1986, Sydney, Noul Wales de Sud, Australia) este o fostă atletă australiană, specializată în 100 m garduri. A fost campioană olimpică în 2012 și campioană mondială de două ori.

## Palmares
| An   | Competiție                              | Locație                    | Loc | Eveniment     | Note  |
| ---- | --------------------------------------- | -------------------------- | --- | ------------- | ----- |
| 2003 | Campionatul Mondial de Juniori (sub 18) | Sherbrooke, Canada         | 5   | 200 m         | 24,01 |
| 2003 | Campionatul Mondial de Juniori (sub 18) | Sherbrooke, Canada         | 1   | 100 m garduri | 13,42 |
| 2003 | Campionatul Mondial                     | Paris, Franța              | 14  | 4 × 100 m     | 44,11 |
| 2004 | Campionatul Mondial de Juniori (sub 20) | Grosseto, Italia           | 3   | 100 m         | 11,40 |
| 2004 | Campionatul Mondial de Juniori (sub 20) | Grosseto, Italia           | 4   | 100 m garduri | 13,41 |
| 2004 | Campionatul Mondial de Juniori (sub 20) | Grosseto, Italia           | 5   | 4 × 100 m     | 45,10 |
| 2007 | Campionatul Mondial                     | Osaka, Japonia             | 15  | 100 m         | 1132  |
| 2007 | Campionatul Mondial                     | Osaka, Japonia             | 10  | 100 m garduri | 12,82 |
| 2007 | Campionatul Mondial                     | Osaka, Japonia             | 14  | 4 × 100 m     | 43,91 |
| 2008 | Jocurile Olimpice                       | Beijing, China             | 2   | 100 m garduri | 12,64 |
| 2009 | Campionatul Mondial                     | Berlin, Germania           | 5   | 100 m garduri | 12,70 |
| 2011 | Campionatul Mondial                     | Daegu, Coreea de Sud       | 1   | 100 m garduri | 12,28 |
| 2011 | Campionatul Mondial                     | Daegu, Coreea de Sud       | 10  | 4 × 100 m     | 43,79 |
| 2012 | Campionatul Mondial în sală             | Istanbul, Turcia           | 1   | 60 m garduri  | 7,73  |
| 2012 | Jocurile Olimpice                       | Londra, Marea Britanie     | 1   | 100 m garduri | 12,35 |
| 2013 | Campionatul Mondial                     | Moscova, Rusia             | 2   | 100 m garduri | 12.50 |
| 2014 | Campionatul Mondial în sală             | Sopot, Polonia             | 2   | 60 m garduri  | 7.85  |
| 2017 | Campionatul Mondial                     | London, Marea Britanie     | 1   | 100 m garduri | 12.59 |
| 2018 | Campionatul Mondial în sală             | Birmingham, Marea Britanie | 9   | 60 m garduri  | 7,92  |

## Recorduri personale
| Probă                | Performanță | Dată              | Locație  |
| -------------------- | ----------- | ----------------- | -------- |
| 100 m garduri        | 12,28 s RC  | 3 septembrie 2011 | Daegu    |
| 100 m                | 11,14 s RC  | 26 august 2007    | Osaka    |
| 60 m garduri în sală | 7,73 m RC   | 10 martie 2012    | Istanbul |